# Lou Diamond Phillips
Pour les articles homonymes, voir Phillips.
Lou Diamond Phillips est un acteur, réalisateur, scénariste et producteur américain né le 17 février 1962 à la base navale de Subic Bay (Philippines).

## Biographie
Diplômé en art dramatique à l'université du Texas d'Arlington, Lou Diamond Phillips fait sa première apparition à l'écran en interprétant un punk dans Interface (film) (1984), un film de science-fiction d'Andy Anderson. Mais c'est La Bamba (1987) de Luis Valdez qui le révèle au grand public. Sa prestation du chanteur Ritchie Valens lui vaut l'Independent Spirit Award du meilleur acteur de second rôle. En 1989, il apparaît dans le clip de Michael Jackson, Liberian Girl.
En raison de ses yeux bridés et de son teint mat, Lou Diamond Phillips se voit souvent proposer des rôles de Premières Nations. Il apparaît en Autochtone justicier dans les westerns Young Guns (1988) de Christopher Cain et Young Guns 2 (1990) de Geoff Murphy, en policier navajo dans Le Vent sombre d'Errol Morris, ou encore en Inuit traqué dans Agaguk (1992) de Jacques Dorfmann.
Parallèlement à sa carrière d'acteur, Lou Diamond Phillips s'essaie à la réalisation et à l'écriture de scénarios. Son premier script à avoir été porté à l'écran est Ambition (film), dont il est l'un des interprètes, en 1991. En 1994, il signe son premier long métrage avec Dangerous Touch, un thriller psychologique qu'il a coécrit. Il met également en scène et interprète le film Sioux City qui obtient en 1994 la médaille d'or au Festival international du film de Houston.
En 1996, son portrait du sergent Monfriez dans le drame militaire À l'épreuve du feu d'Edward Zwick lui vaut un Blockbuster Entertainment Award. Amateur de rôles physiques, Lou Diamond Phillips incarne un tueur à gages dans Big Hit (1998) de Kirk Wong, ainsi qu'un gangster sadique et impitoyable dans Flagrant délire (2001). Il figure également aux génériques de quelques séries B parmi lesquelles La Nuit des chauves-souris et Supernova (2000).
Il a remporté le 26 juin 2009 le trophée de « roi de la jungle » de l'émission de téléréalité américaine I'm a Celebrity... Get Me Out of Here !, aux côtés notamment de Janice Dickinson ou encore Stephen Baldwin.

## Filmographie
Sauf indication contraire, les informations mentionnées dans cette section peuvent être confirmées par la base de données cinématographiques IMDb,  présente dans la section « Liens externes ».

### Cinéma
- 1984 : Interface de Andy Anderson : Punk
- 1986 : Trespasses de Loren Bivens et Adam Roarke : The Drifters - également scénariste
- 1987 : La Bamba de Luis Valdez : Ritchie Valens
- 1988 : Stand and deliver (Envers et contre tout) de Ramon Menendez : Angel Guzman
- 1988 : Young Guns de Christopher Cain : Jose Chavez y Chavez
- 1988 : Dakota de Fred Holmes : John Dakota - également producteur
- 1989 : Disorganized crime (Désorganisation de malfaiteurs) de Jim Kouf : Ray Forgy
- 1989 : Flic et Rebelle (Renegades) de Jack Sholder : Hank Storl
- 1990 : Harley de Fred Holmes : Harley
- 1990 : Le Premier Pouvoir de Robert Resnikoff : Russell Logan
- 1990 : État de force de Bruno Barreto : Jesus Fuentes
- 1990 : Demon Wind de Charles Philip Moore
- 1990 : Young Guns 2 de Geoff Murphy : Jose Chavez y Chavez
- 1991 : Le Vent sombre (The Dark Wind) de Errol Morris : officier Jim Chee
- 1991 : Ambition de Scott D. Goldstein : Mitchell Osgood - également scénariste
- 1992 : Agaguk de Jacques Dorfmann : Agaguk
- 1993 : Extreme Justice de Mark L. Lester : Jeff Powers
- 1994 : Boulevard de Penelope Buitenhuis : Hassan
- 1994 : Sioux City de Lou Diamond Phillips : Jesse Rainfeather Goldman - également réalisateur
- 1994 : Dangerous Touch : Mick Burroughs - également réalisateur et scénariste
- 1994 : Teresa's Tattoo de Julie Cypher : Wheeler
- 1995 : Hourglass de C. Thomas Howell
- 1996 : Undertow : Jack Ketchum
- 1996 : À l'épreuve du feu de Edward Zwick : sergent John Monfriez
- 1997 : Another Day in Paradise de Larry Clark : Jewels
- 1998 : Big Hit de Kirk Wong : Cisco
- 1999 : Bangkok, aller simple de Jonathan Kaplan : Roy Knox
- 2000 : La Nuit des chauves-souris de Louis Morneau : shérif Emmett Kimsey
- 2000 : A Better Way to Die : William Dexter
- 2000 : Supernova : Yerzy Penalosa
- 2000 : Morceaux choisis de Alphonso Arau : officier Alfonso
- 2001 : Knight Club de Russell Gannon : Dirk Gueron
- 2001 : Route 666 de William Wesley : Jack La Roca
- 2002 : Lone Hero de Ken Sanzel : Bart
- 2002 : Flagrant délire : Gregory
- 2002 : Malevolent : détective Jack Lucas
- 2003 : Absolon de David De Bartolome : Walters
- 2003 : Hollywood Homicide de Ron Shelton : Wanda
- 2006 : Striking Range de Daniel Millican : Eugene « Vash » Vasher
- 2009 : Che, 2e partie : Guerilla de Steven Soderbergh : Mario Monje
- 2009 : Never Forget de Leo Scherman : Frank
- 2010 : Transparency de Raul Inglis : David
- 2014 : Sequoia de Andy Landen : Collin
- 2015 : Sky de Fabienne Berthaud
- 2015 : Les 33 de Patricia Riggen: Luis Urzua
- 2016 : The Night Stalker : Richard Ramirez
- 2017 : 6 Rounds of Chloë : Jack
- 2018 : Big Kill de Scott Martin : Johnny Kane
- 2024 : Werewolves de Steven C. Miller : Dr. Aranda

### Télévision
- 1984 : Time Bomb : un terroriste
- 1987 : The Three Kings : Tag
- 1991 : Avenue Z Afternoon
- 1992 : Les contes de la crypte épisode les feux de l'enfer
- 1993 : Wind in the Wire
- 1994 : Override : Cal
- 1995 : The Wharf Rat : Petey Martin
- 1998 : Spin City (Saison 3, épisode 07) : Nate Scott
- 1998 : Au-delà du réel : L'aventure continue (S. 4, épisode 10) : Cotter McCoy
- 1999 : In a Class of His Own : Ricardo « Rich » Donato
- 2001 : Hangman : détective Nick Roos
- 2001 : Wolf Lake : John Kanin
- 2001 : 24 heures chrono (saison 1, épisodes 20-21) : Mark DeSalvo
- 2003 : Les Dents de la mort (Red Water) : John Sanders
- 2004 : Gone But Not Forgotten : Alan Page
- 2004 : The Trail to Hope Rose : Keenan Deerfield
- 2005 : Meurtre au Présidio : CWO James Chandler
- 2005 : Alien Express : Vic Holden
- 2005 : Triangle : Meeno Paloma
- 2005-2010 : Numbers : agent du FBI Ian Edgerton
- 2006-2007 : Elena d'Avalor (animation) : Victor Delgado (voix)
- 2006 : New York, unité spéciale (saison 7, épisode 19) : Victor Paul Gitano
- 2007 : Psych : Enquêteur malgré lui (saison 2, épisode 3) : agent fédéral Lars Ewing
- 2007 : Termination Point : Dr Daniel Winter
- 2009-2011 : Stargate Universe (14 épisodes) : Colonel Telford
- 2009 : L'Ange et le Mal : Quirt Evans
- 2009 : Carnage (Carny) : Atlas
- 2009 : The Beast : Capone
- 2011 : Chuck : Augusto Gaez
- 2011 : Cougar Town, saison 2, épisodes 18 et 20 : lui-même
- 2011 : Face à la tornade (Metal Tornado) : Michael Edwards
- 2012 : Southland : Officer Danny Ferguson
- 2012-2017 : Longmire : Henry Standing Bear
- 2013 : Ironside, saison 1, épisode 9 : Stuart White
- 2015 : Blindspot, saison 1, épisodes 7 et 9 : Saúl Guerrero
- 2017 : Hawaii 5-0, saison 7, épisode 14 : U.S. Marshall suppléant Wes Lincoln
- 2017 : The Ranch, saison 2, 3 épisode : Clint
- 2017 : Training Day, 1 épisode : Thurman Ballesteros
- 2017 : You're the Worst, 1 épisode : Lou Diamond Phillips
- 2017 : Brooklyn Nine-Nine, Saison 5, épisode 1 et 2 : Jeff Romero
- 2018 : Esprits criminels, Saison 13, épisode 10 : Shérif Clifford Mason
- 2018 : Fear the Walking Dead, Saison 4, épisode 14 (réalisateur)
- 2019 - 2021 : Prodigal Son : Gil Arroyo (33 épisodes)
- 2022 : The cleaning Lady : Joe Fabroa (épisode 4)
- 2022 : Bull, saison 6 épisode 13 : Colonel Victor Traggart
- 2022 : Firebuds: Premier Secours : Chef Bill Bayani (voix)
- 2023 : Code Quantum, Saison 2, épisode 8 : Shepherd Barnes

### Clips musicaux
- 1989 : Liberian Girl (de Michael Jackson) : lui-même
- 2012 : Imagine Dragons - Radioactive

## Distinctions

### Nominations
- 68e cérémonie des Primetime Emmy Awards 2016 : Meilleur acteur dans une série télévisée dramatique pour The Crossroads of History (2016)

## Voix françaises
En France, Marc Saez est la voix française régulière de Lou Diamond Phillips. Julien Kramer,,, et Éric Legrand l'ont doublé à dix et neuf reprises. Sans oublier Lionel Henry et Xavier Fagnon l'ont également doublé à trois occasions.